# Art préroman en Espagne
L'art préroman en Espagne : le terme « préroman » ne peut s’utiliser comme une définition d'un art artistique particulier, mais plutôt comme expression générique qui désigne toute manifestation artistique qui précède temporairement l'art roman et qui est postérieure à la période classique romaine. Ce n'est pas non plus une dénomination applicable à un secteur géographique déterminé, mais elle est donnée par extension à l'art occidental en général.
Par conséquent, le terme préroman est utilisé pour la période comprise entre le milieu du Ve siècle (chute de l'Empire romain d'Occident) et les débuts du XIe siècle (expansion de l’art roman) et, dans ce qui est stylistique, pour l'art ostrogoth, lombard, carolingien, ottonien, etc., étant représenté en Espagne par :
- l'art wisigoth
- l'art mozarabe
- l'art de repeuplement
- l'art asturien

Cependant, en Catalogne apparaît avant l’art roman proprement dit une architecture qui peut être considérée comme son prédécesseur dans les manières et dans les techniques, qui diffère autant de celle de la Gaule contemporaine que de l'art mozarabe d'Espagne, et que, pour le différencier de ce qui est préroman, compris en son sens large, on a appelé en suivant les suggestions de Puig i Cadafalch « premier art roman ». Voir l’abbaye Saint-Michel de Cuxa.